# Park Yoo-chun
Park Yoo-chun (hangeul: 박유천, hanja: 朴裕仟) (Seul, 4 giugno 1986) è un cantante e attore sudcoreano, ex-membro della boy band JYJ. Dal 2003 al 2009 è stato un membro dei TVXQ, sotto il nome di Micky Yoochun.

## Biografia
Park nasce a Seul, ma la sua famiglia si trasferisce negli Stati Uniti durante gli anni delle scuole medie. Vive a Fairfax, dove frequenta la Oliver Wendell Holmes Middle School e la Chantilly High School, finché viene notato dalla Brothers Entertainment e ritorna in Corea. Successivamente firma un contratto con la S.M. Entertainment. Ha un fratello minore, l'attore Park Yu-hwan.
Dal 2003 al 2009, Park si esibì come membro della boy band TVXQ. Durante la sua attività con il gruppo ricoprì i suoi primi ruoli come attore in Banjeon drama e Vacation. Parallelamente, collaborò con Makai in "Tokyo Lovelight" nel 2008, e fece da rapper l'anno successivo in "Heartquake", contenuta nel terzo album dei Super Junior, Sorry, Sorry. Suoi furono i testi di numerose canzoni dei TVXQ, come "Love Bye Love" inclusa in Mirotic. Per il progetto Trick, scrisse il testo di "My Girlfriend", interamente in inglese. "Kiss the Baby Sky", uno dei brani del venticinquesimo singolo giapponese dei TVXQ, fu la prima canzone sia composta che scritta da Park. Come membro della SM Town, contribuì all'album invernale del 2007 Only Love componendo "Evergreen". Con i membri dei TVXQ U-Know Yunho e Xiah Junsu, scrisse il rap di "Love After Love", contenuto nel loro secondo album coreano Rising Sun. Per il mercato giapponese, Park scrisse e co-compose "Kiss Shita Mama, Sayonara" con Jaejoong per il terzo album T. Collaborò di nuovo con lui nel settembre 2009 per il duetto "Colors (Melody and Harmony)/Shelter". A luglio 2009, insieme a due compagni del gruppo, Jaejoong e Junsu, denunciò la casa discografica S.M. Entertainment, sostenendo che la durata del contratto, fissata a 13 anni, era troppo lunga, che le attività erano organizzate senza chiedere conferma o permesso ai membri, che i termini del contratto venivano cambiati senza avvertire e che i guadagni non erano divisi equamente. Il 28 novembre 2012, le due parti decisero di ritirare le accuse e non inferire nelle rispettive attività, e la battaglia legale terminò.
Dopo l'uscita dai TVXQ, Park e i due compagni formarono il trio dei JYJ nel 2010. Quell'anno iniziò ufficialmente la carriera di attore nella serie giapponese Beautiful Love - Kimi ga ireba; due mesi dopo, interpretò il protagonista maschile nel drama coreano Seonggyun-gwan scandal. Nel 2011, apparve in Miss Ripley, per cui registrò un brano della colonna sonora, "The Empty Space for You".Quello stesso anno compose e scrisse "Nameless Song, Part 1" per l'EP dei JYJ Their Rooms "Our Story", e il rap per "Hiahtic" del compagno di band Junsu. Con Jaejoong, invece, scrisse "Get Out", contenuta nell'album In Heaven. L'anno successivo fu il protagonista di Oktapbang wangseja e Bogosipda.
Nel 2019, l'ex-fidanzata Hwang Ha-na lo accusò di aver consumato con lei del Philopon, una forma di metanfetamina. Dopo una serie di indagini, Park risultò positivo ai test anti-droga. Il 14 luglio 2019 venne condannato a 10 mesi di reclusione, che vennero poi commutati in due anni di libertà vigilata in aggiunta ad una multa.

## Discografia
- 2009 – "Tokyo Lovelight" (feat. Makai)
- 2014 – "Come Out to Paly" (feat. Gummy)

## Filmografia

### Drama televisivi
- Nonseutob 6 (논스톱6) - serie TV (2005)
- Banjeon drama (반전드라마) – serie TV, 7 episodi (2005-2006)
- Vacation (베케이션) - serie TV, episodi 1-4 (2006)
- Beautiful Love (Beautiful Love〜君がいれば〜) - serie TV, episodi 1-12 (2010)
- Sungkyunkwan Scandal (성균관 스캔들) - serie TV, episodi 1-20 (2010)
- Miss Ripley (미스 리플리) – serie TV, episodi 1-16 (2011)
- Rooftop Prince (옥탑방 왕세자) - serie TV, episodi 1-20 (2012)
- Missing You (보고싶다) – serie TV, episodi 5-21 (2012-2013)
- Three Days (쓰리 데이즈) – serie TV, episodi 1-16 (2014)
- Naemsaereul boneun sonyeo (냄새를 보는 소녀) - serie TV, episodi 1-16 (2015)

### Film
- All About Dong Bang Shin Ki (All About 東方神起) - (2006)
- All About Dong Bang Shin Ki 2 (All About 東方神起 시즌 2) - (2007)
- All About Dong Bang Shin Ki 3 (All About 東方神起 시즌 3) - (2009)
- Dating On Earth (지구에서 연애중) - film TV (2010)
- JYJ Come On Over: Director's Cut (제이와이제이 Come On Over: Director's Cut) - (2012)
- Haemoo (해무) - regia di Shim Sung-bo (2014)
- The Piano (기적의 피아노) - regia Im Sunggu, Lim Sung-ku (2015)
- Lucid Dream (루시드 드림) - regia di Kim Jun-seong (2017)
- On the Edge (악에 바쳐) - regia di Kim See Woo (2022)

### Speciale
- First Love (첫사랑) - (2005)
- The Masked Fencer (가면무사) - (2005)
- The King's Man - (2006)
- Tokyo Holiday (도쿄 홀리데이) - (2006)
- The Uninvited Guest (초대받지 않은 손님) - (2006)
- Finding Lost Time (잃어버린시간을 찾아서) - (2006)
- Unforgettable Love (내생애 가장 잊지못할 그녀) - (2006)
- Dangerous Love (위험한사랑) - (2006)
- Sungkyunkwan Scandal: Special (성균관 스캔들 스페셜) - (2011)

### Programmi televisivi
- Music Fair (ミュージックフェア) - programma televisivo (2003)
- Music Station (ミュージックステーション) - programma televisivo (2003)
- Hey! Hey! Hey! Music Champ - programma televisivo (2003)
- Channel A (チャンネル エー) - programma televisivo (2003)
- X-Man (X맨) - programma televisivo, episodi 55-56, 94-95, 112-113, 151-152, 157, 162 (2004, 2005, 2006)
- Love Letter (리얼로망스 연애편지) - programma televisivo (2004)
- Explorers of the Human Body (인체탐험대) - programma televisivo, episodi 9-10 (2008)
- 8 vs 1 (대결 8대1) - programma televisivo, episodio 6 (2008)
- Happy Together 3 (해피투게더3) - programma televisivo, episodi 35, 67 (2008)
- Champagne (샴페인) - programma televisivo (2008)
- Oshare izumu (おしゃれイズム) - programma televisivo, episodio 189 (2009)
- Shabekuri 007 (しゃべくり007) - programma televisivo, episodio 28 (2009)
- Fruitful Trip (수확여행) - programma televisivo, episodi 1-5 (2016)
- Preawpak 2020 (เปรี้ยวปาก 2563) - programma televisivo, episodio 50 (2020)
- Talk with Toey (ทอล์ก-กะ-เทย ONE NIGHT) - programma televisivo, episodio 58 (2021)

## Riconoscimenti
| Anno | Premio                                               | Categoria                                   | Opera nominata/Ricevente            | Risultato       |
| ---- | ---------------------------------------------------- | ------------------------------------------- | ----------------------------------- | --------------- |
| 2001 | American Singing Competition (Virginia)              | Best Artist of the Competition              |                                     | Vincitore/trice |
| 2003 | KBN Teens Singing Competition                        | Special Award                               |                                     | Vincitore/trice |
| 2010 | KBS Drama Awards                                     | Best New Actor                              | Seonggyun-gwan scandal              | Vincitore/trice |
| 2010 | KBS Drama Awards                                     | Netizen Award                               | Seonggyun-gwan scandal              | Vincitore/trice |
| 2010 | KBS Drama Awards                                     | Best Couple Award (con Park Min-young)      | Seonggyun-gwan scandal              | Vincitore/trice |
| 2011 | Baeksang Arts Awards                                 | Best New Actor (TV)                         | Seonggyun-gwan scandal              | Vincitore/trice |
| 2011 | Baeksang Arts Awards                                 | Most Popular Actor (TV)                     | Seonggyun-gwan scandal              | Vincitore/trice |
| 2011 | Seoul International Drama Awards                     | People's Choice Award (Korea)               | Seonggyun-gwan scandal              | Vincitore/trice |
| 2011 | Seoul International Drama Awards                     | Outstanding Korean Actor                    | Seonggyun-gwan scandal              | Vincitore/trice |
| 2011 | Korea Drama Awards                                   | Best New Actor                              | Seonggyun-gwan scandal, Miss Ripley | Candidato/a     |
| 2011 | MBC Drama Awards                                     | Best New Actor                              | Miss Ripley                         | Vincitore/trice |
| 2012 | Baeksang Arts Awards                                 | Most Popular Actor (TV)                     | Miss Ripley                         | Vincitore/trice |
| 2012 | K-Star News Awards                                   | Best Idol Actor (voted by children)         |                                     | Vincitore/trice |
| 2012 | Seoul International Drama Awards                     | People's Choice Award (Korea)               | Oktapbang wangseja                  | Vincitore/trice |
| 2012 | Seoul International Drama Awards                     | Outstanding Korean Actor                    | Oktapbang wangseja                  | Vincitore/trice |
| 2012 | Remarkable Awards                                    | Best Actor                                  | Oktapbang wangseja                  | Vincitore/trice |
| 2012 | SBS Drama Awards                                     | Excellence Award, Actor in a Drama Special  | Oktapbang wangseja                  | Vincitore/trice |
| 2012 | SBS Drama Awards                                     | Netizen Popularity Award                    | Oktapbang wangseja                  | Vincitore/trice |
| 2012 | SBS Drama Awards                                     | Top 10 Stars                                | Oktapbang wangseja                  | Vincitore/trice |
| 2012 | SBS Drama Awards                                     | Best Couple Award (con Han Ji-min)          | Oktapbang wangseja                  | Vincitore/trice |
| 2012 | MBC Drama Awards                                     | Excellence Award, Actor in a Miniseries     | Bogosipda                           | Vincitore/trice |
| 2012 | MBC Drama Awards                                     | Popularity Award                            | Bogosipda                           | Candidato/a     |
| 2012 | MBC Drama Awards                                     | Best Couple Award (con Yoon Eun-hye)        | Bogosipda                           | Candidato/a     |
| 2013 | Baeksang Arts Awards                                 | Most Popular Actor (TV)                     | Bogosipda                           | Vincitore/trice |
| 2014 | Baeksang Arts Awards                                 | Most Popular Actor (TV)                     | Three Days                          | Candidato/a     |
| 2014 | APAN Star Awards                                     | Excellence Award, Actor in a Miniseries     | Three Days                          | Candidato/a     |
| 2014 | Korean Association of Film Critics Awards            | Best New Actor                              | Haemu                               | Vincitore/trice |
| 2014 | Grand Bell Awards                                    | Best New Actor                              | Haemu                               | Vincitore/trice |
| 2014 | Busan Film Critics Awards                            | Best New Actor                              | Haemu                               | Vincitore/trice |
| 2014 | SACF Beautiful Artists Awards                        | Best New Actor                              | Haemu                               | Vincitore/trice |
| 2014 | Star Night Showbiz Awards                            | Popular Star Award                          | Haemu                               | Vincitore/trice |
| 2014 | Blue Dragon Film Awards                              | Best New Actor                              | Haemu                               | Vincitore/trice |
| 2014 | SBS Drama Awards                                     | Top Excellence Award, Actor in a Miniseries | Three Days                          | Vincitore/trice |
| 2014 | SBS Drama Awards                                     | Top 10 Stars                                | Three Days                          | Vincitore/trice |
| 2014 | SBS Drama Awards                                     | Netizen Popularity Award                    | Three Days                          | Candidato/a     |
| 2014 | SBS Drama Awards                                     | Best Couple Award (con Park Ha-sun)         | Three Days                          | Candidato/a     |
| 2015 | Korea Film Reporters Association (KOFRA) Film Awards | Best New Actor                              | Haemu                               | Vincitore/trice |
| 2015 | Max Movie Awards                                     | Best Actor                                  | Haemu                               | Candidato/a     |
| 2015 | Max Movie Awards                                     | Best New Actor                              | Haemu                               | Vincitore/trice |
| 2015 | Baeksang Arts Awards                                 | Best New Actor (Film)                       | Haemu                               | In attesa       |